# ديفيد مارش
ديفيد مارش (بالإنجليزية: David Marsh)‏ هو سباح أمريكي، ولد في 29 ديسمبر 1957.